# Marino Masé
Marino Masé (ur. 21 marca 1939 w Trieście, zm. 28 maja 2022 w Rzymie) – włoski aktor. Od 1961 roku wystąpił w ponad 70 filmach. 

## Biografia
Masé urodził się w Trieście 21 marca 1939 roku. Jeszcze jako nastolatek dołączył do młodych aktorów firmy produkcyjnej Vides Franco Cristaldiego. Studiował aktorstwo pod kierunkiem Alessandro Fersena. Na scenie zadebiutował w 1960 roku w ”L'arialdzie” w reżyserii Luchino Viscontiego, a następnie w filmie przygodowym ”Romulus and the Sabines” Richarda Pottiera z 1961 roku. W pierwszej połowie lat sześćdziesiątych zagrał kilka głównych ról, w tym w „Pięści w kieszeni” Marco Bellocchio i „Karabinierów” Jeana-Luca Godarda, a następnie obsadzano go głównie w rolach drugoplanowych. Masé był również aktywny w dubbingu.
Zmarł w Rzymie 28 maja 2022 roku w wieku 83 lat.